# Jo Eshuijs
Jo Eshuijs (eigentlich Johannes Theodorus Hendrikus Jacobus Eshuijs; * 6. Februar 1885; † 24. November 1979) war ein niederländischer Fußballspieler. Er bestritt am 13. Mai 1906 ein Länderspiel für die niederländische Fußballnationalmannschaft gegen Belgien. Eshuijs spielte für den Verein Sparta Rotterdam.